# Dobriljevo
Dobriljevo je naseljeno mjesto u gradu Zenici, Federacija Bosne i Hercegovine, BiH.

## Stanovništvo

### 1991.
Nacionalni sastav stanovništva 1991. godine, bio je sljedeći:
ukupno: 968
- Muslimani - 450 (46,49%)
- Hrvati - 442 (45,66%)
- Srbi - 25 (2,58%)
- Jugoslaveni - 41 (4,23%)
- ostali - 10 (1,03%)

### 2013.
Nacionalni sastav stanovništva 2013. godine, bio je sljedeći:
ukupno: 530
- Bošnjaci - 460 (86,79%)
- Hrvati - 57 (10,75%)
- Srbi - 4 (0,75%)
- ostali, neopredijeljeni i nepoznato - 9 (1,70%)